# Distrito de Konin
Konin (polaco: powiat koniński) es un distrito (powiat) del voivodato de Gran Polonia (Polonia). Fue constituido el 1 de enero de 1999 como resultado de la reforma del gobierno local de Polonia aprobada el año anterior. Su sede administrativa es Konin, aunque la ciudad no forma parte de él y por sí misma es otro distrito distinto. Además de con dicha ciudad, limita con otros ocho distritos: al norte con Mogilno, Inowrocław y Radziejów, al este con Koło y Turek, al sur con Kalisz, al suroeste con Pleszew y al oeste con Słupca; y está dividido en catorce municipios (gmina): cinco urbano-rurales (Golina, Kleczew, Rychwał, Ślesin y Sompolno) y nueve rurales (Grodziec, Kazimierz Biskupi, Kramsk, Krzymów, Rzgów, Skulsk, Stare Miasto, Wierzbinek y Wilczyn). En 2011, según la Oficina Central de Estadística polaca, el distrito tenía una superficie de 1578,35 km² y una población de 126 465 habitantes.